# Видок, Эжен Франсуа
Эже́н Франсуа́ Видо́к (фр. Eugène-François Vidocq; франц. произношение: /øʒɛn fʁɑ̃swa viˈdɔk/; 24 июля 1775 — 11 мая 1857) — французский преступник, ставший одним из первых современных частных детективов и «отцом» уголовного розыска в его современном виде.

## Биография
Большая часть информации о Видоке почерпнута из автобиографии, написанной «литературным негром». Согласно ей, Видок родился в ночь с 23 на 24 июля 1775 года во французском городе Аррасе. Его отцом был пекарь.
В возрасте 14 лет он вскрыл кассу отца и украл деньги, после чего бежал из города. Первоначально он намеревался отправиться в Америку, но потратил все деньги на актрису, даму лёгкого поведения. В конце концов через год он вынужден был вступить в Бурбонский полк.
Он был далеко не идеальным солдатом: позже он вспоминал, что участвовал в 15 дуэлях, убил двух противников и подвергался множеству дисциплинарных взысканий. В ходе войны Франсуа вынудили перейти на сторону австрийцев, но, не пожелав сражаться против своих, он перед битвой притворился больным.
В ходе Французской революции Видок, по его собственному заявлению, спас двух дворянок от гильотины, но впоследствии сам был арестован. Его спас отец, обратившись за помощью к семье Шевалье. Франсуа влюбился в их дочь Луизу и женился на ней, когда она притворилась беременной. Узнав о её любовнике-офицере, Видок уехал в Брюссель по фальшивым документам, где ухаживал за баронессой старше его по возрасту и был членом банды налётчиков.
Переехав в Париж, он потратил все деньги на женщин лёгкого поведения и переехал в пограничный город Лилль, где начались его отношения с некой Франсиной. Однажды, застав её с любовником, Видок избил его, за что был посажен на три месяца в Башню Святого Петра. Там он встретил крестьянина Себастьяна Бутателя, осуждённого на шесть лет за кражу хлеба и тяжело переживавшего разлуку со своей большой семьёй. Впоследствии Себастьян был освобождён по поддельному прошению, составленному его сокамерниками Гербо и Груаром. Видок отрицал свою причастность к этому (по его словам, Гербо и Груар лишь пользовались его камерой, не посвящая его в суть дела); сокамерники же утверждали, что именно Франсуа был зачинщиком. Видока и Гербо осудили на 8 лет исправительных работ, но Франсуа с помощью раскаявшейся Франсины сбежал из Брестской тюрьмы, переодевшись полицейским инспектором.
В 1798 году он переехал в Нидерланды, где помогал каперу Фромантену грабить английские суда. В Остенде был вновь арестован и отправлен в тулонскую тюрьму под строгой охраной, откуда сбежал благодаря помощи другого заключённого.

## Видок-детектив

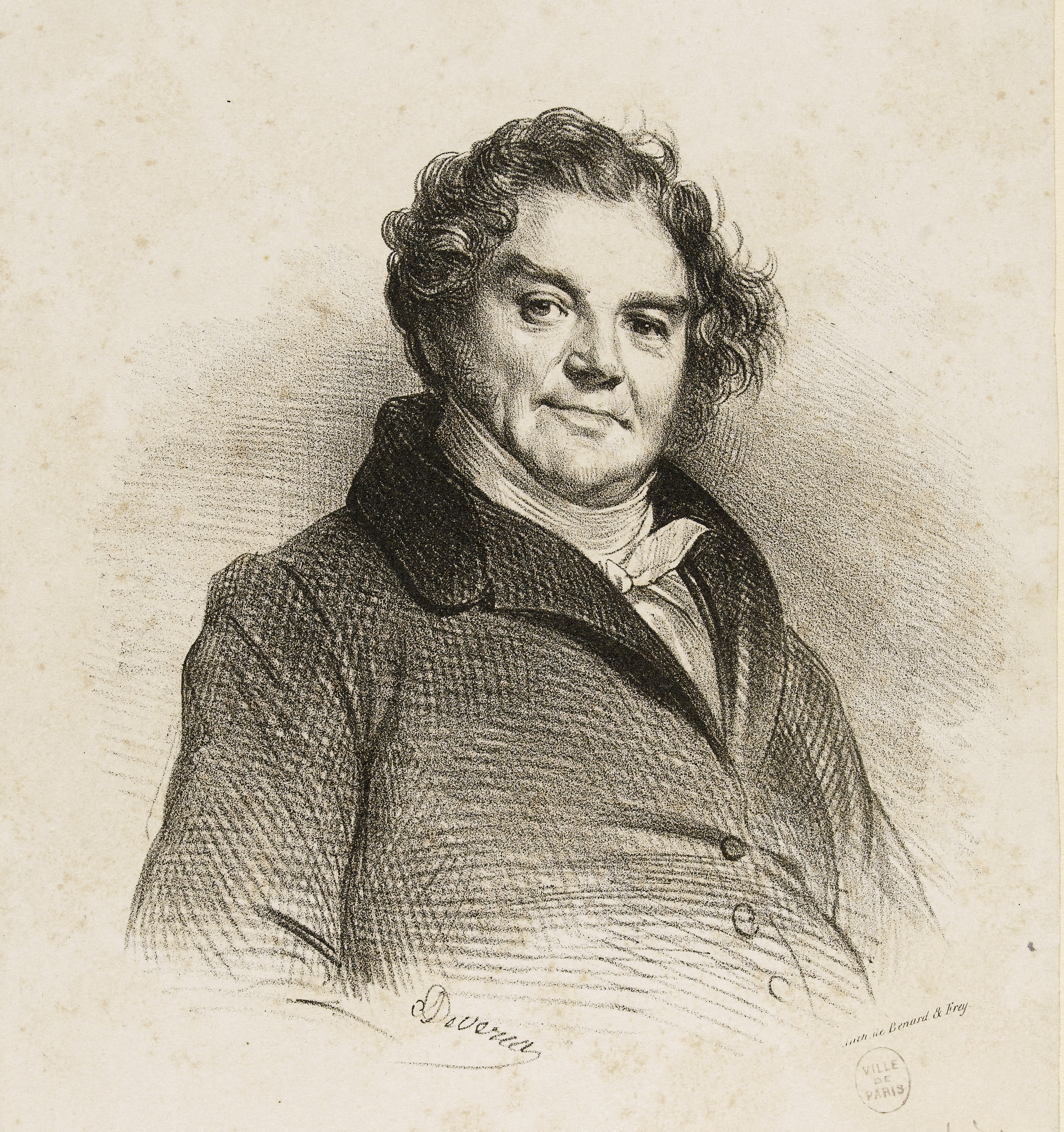
Видоку 61 год. Портрет Ашиля Девериа

Перепробовав множество профессий, Видок не раз попадал в тюрьму, бежал и снова оказывался за решёткой, за что был прозван «королём риска» и «оборотнем».
В 1799 году Видок бежал из тюрьмы в очередной раз и 10 лет жил в Париже. Шантажируемый бывшими соседями по тюремной камере, он сделал решительный шаг: отправился в полицейскую префектуру Парижа и предложил свои услуги. В 1811 году он сформировал особую бригаду из бывших уголовников по принципу: «Только преступник может побороть преступление». Во многом по этой причине о его конторе ходили плохие слухи, что не мешало ему пользоваться расположением начальства. Бригада получила название «Сюрте» («Безопасность»).
Кроме розыска внёс вклад в зарождение и становление трасологии и криминалистики (разработав стойкие чернила и гипсовую заливку следов обуви). Разработал систему оперативного учёта правонарушителей (обширную картотеку установочных данных и словесных портретов для ориентировок), ставшую впоследствии повсеместной и с незначительными изменениями дошедшую до наших дней. Первым из полицейских руководителей стал обращаться к представителям науки для проведения научно-технической экспертизы обнаруженных вещественных доказательств и предметов с места преступления (в частности, первой в истории баллистической экспертизы), стал проводить следственные эксперименты для воссоздания картины преступления. Обладая широчайшими познаниями преступного мира изнутри, реорганизовал криминальную полицию на манер тайной политической с упором на негласные мероприятия с целью поимки злоумышленников «на горячем», при попытке совершения преступления. Ввёл практику повседневной работы сотрудников полиции в штатской одежде, проведение следственных мероприятий с подозреваемыми на контрасте. Также ввёл практику сбора доказательственной базы при помощи комплекса негласных мероприятий, ныне относящихся к легендированному вводу, разведопросу и разведбеседе. Широко внедрил привлечение преступных элементов к сотрудничеству с органами полиции как альтернативу немедленному привлечению их к уголовной ответственности. Так или иначе идеи Видока в области организации полицейской службы, стратегии и тактики полицейских мероприятий, были впоследствии востребованы полицейскими структурами всех ведущих стран мира (Скотленд-Ярд, ФБР и многие другие) и в том или ином виде практикуются по сей день.
Эжен Франсуа Видок пробыл во главе «Сюрте» свыше 10 лет. Однако в 1827 был вынужден уйти в отставку. Почти сразу после отставки Видок уселся за написание мемуаров. Издатель Тенон выплатил ему задаток — 24 тысячи франков. Опубликованные в 1827 году мемуары бывшего сыщика были переведены на многие европейские языки, в том числе и на русский. Вновь был призван возглавить «Сюрте» во время революционных выступлений 1832 года, после подавления которых опять отставлен.
После окончательного ухода из полиции в 1833 году организовал «частную полицию» — собственное «Бюро расследований» (первое в мире). Видок считается одним из первых профессиональных частных детективов.
Вершиной его карьеры стала должность руководителя канцелярии министра иностранных дел и фактического главы правительства А. де Ламартина во время Революции 1848 года. Однако с приходом к власти императора Наполеона III отошёл от дел.

## Культурное влияние
История бывшего уголовника, ставшего сыщиком, привлекла внимание целого ряда современных ему и более поздних беллетристов. Основатель детективного жанра Эдгар По был знаком с деятельностью Видока, имя которого нередко упоминалось в американской прессе. Он мог быть знаком с подлинными или подложными мемуарами французского сыщика, публиковавшимися в США в тридцатые годы XIX века. Бесспорно установлено, что он читал «Неопубликованные страницы жизни Видока, французского министра полиции», печатавшиеся в сентябре — декабре 1838 года. В новелле «Убийство на улице Морг» (1841) имеется прямое упоминание имени Видока и причём дается не очень лестная характеристика его аналитических способностей: «У Видока, например, была догадка и упорство, при полном неумении систематически мыслить; самая горячность его поисков подводила его, и он часто попадал впросак». Эжен Сю использовал в изданном в 1843 году романе «Парижские тайны» ряд сюжетов, участником которых в реальности был Видок, но его имя в книге не упоминается, а героем их становится центральный персонаж романа Родольф (сам Видок в ответ уже в следующем году издал «Подлинные тайны Парижа», пытаясь отстоять своё видение этих историй). Видока называют прототипом беглого каторжника Вотрена (Жака Коллена) — персонажа нескольких произведений Бальзака, входящих в цикл «Человеческая комедия» и издававшихся начиная с 1835 года. Вотрен в этих произведениях предстаёт человеком бесчестным и жестоким, но вызывающим восхищение персонажей своим «стальным характером»; так же, как и Видок, он проделал путь от преступника до защитника закона (в «Депутате от Арси»).
После смерти Видока его образ использовал Виктор Гюго при создании сразу двух персонажей своих «Отверженных» — беглого каторжника Жана Вальжана и безжалостного, одержимого одной целью полицейского инспектора Жавера. Одним из прототипов героя стал каторжник Пьер Морен, в 1801 году приговоренный на пять лет каторги за украденный кусок хлеба. Лишь один человек, епископ города Диня монсеньор де Миоллис, принял последовательное участие в его судьбе после освобождения, сначала дав приют, а потом — рекомендацию на работу. Морен оправдал его доверие: он стал храбрым солдатом и пал в битве при Ватерлоо. Именно с Видоком произошёл описанный в романе случай спасения Вальжаном старого Фошлевана из-под опрокинувшейся повозки. В 1860-е годы Эмиль Габорио использовал приключения Видока для сюжетов своих книг о Лекоке — бывшем преступнике, ставшем сыщиком. Черты Видока просматриваются в образах «вора-джентльмена» Арсена Люпена из произведений Мориса Леблана, его «коллеги» Раффлза из рассказов Эрнеста Хорнунга и Саймона Темплара из романов Лесли Чартериса. Видок под собственным именем неоднократно встречается как персонаж в более поздних произведениях. Среди них: «Видок» (автор Бернед Артур); 1923; «Видок: Король воров» и «Видок: Король полицейских» (авторы Марк Марио (Marc Mario) и Луи Лонэ (Louis Launay); 1880), «Видок: жизнь и приключения» (автор Бартелеми Морис (Barthélemy Maurice)); 1858.
В конце 1960-х и начале 1970-х годов французское телевидение транслировало три детективных сериала, в которых он выступил уже главным героем. В первом сериале (1967 год) эту роль сыграл Бернар Ноэль, во втором и третьем (снятом совместно с канадскими кинематографистами) его место занял Клод Брассёр. В 2001 году Видок стал заглавным героем одноименного французского кинофильма, где его роль исполнил Жерар Депардьё; сюжет фильма, однако, не имеет ничего общего с реальной деятельностью исторического Видока. В 2018 году вышел художественный фильм режиссёра Жана-Франсуа Рише — «Видок: Охотник на призраков», в котором главную роль исполнил Венсан Кассель.

В России имя Видока приобрело известность после того, как вышел русский перевод его мемуаров. В апреле 1830 года Пушкин разместил (без подписи) в «Литературной газете» резкую рецензию на эту книгу, в которой литературоведы усматривают завуалированные выпады в сторону Фаддея Булгарина — консервативного литератора и редактора «Северной пчелы». Примерно в это же время была пущена по рукам пушкинская эпиграмма «Не то беда, что ты поляк», где тоже увязываются эти два человека: 
Будь жид — и это не беда;
Беда, что ты Видок Фиглярин.
Эпиграмма была напечатана в булгаринском «Сыне отечества» 26 апреля в искажённом виде — упоминание о «Видоке Фиглярине» из последней строки исчезло. В дальнейшем, однако, эта формулировка появилась ещё в нескольких пушкинских эпиграммах, а также в эпиграмме Вяземского «Синонимы: гостиная, салон». После этого имя «Видок» стало в России нарицательным, обозначая доносчика и шпиона, и в таком качестве, в частности, фигурирует в более поздних эпиграммах.
24 июля, день рождения Видока, отмечается как международный день частных детективов.